# Tom Hudson
 (mars 2018).
Si vous disposez d'ouvrages ou d'articles de référence ou si vous connaissez des sites web de qualité traitant du thème abordé ici, merci de compléter l'article en donnant les références utiles à sa vérifiabilité et en les liant à la section « Notes et références ».
Tom Hudson, né le 30 janvier 1994 à Montargis, est un acteur franco-britannique. Il est le fils de l'acteur Peter Hudson et d'Anne Le Campion.

## Biographie
De 2009 à 2012, il étudie au Cours Florent puis au Studio Pygmalion. Il a fait un stage au Margie Haber de Los Angeles. Tom Hudson a tenu le rôle de Jeannot dans Résistance et de Rowan dans Les Profs 2. En 2013, il gagne le Prix du jeune espoir masculin au Festival de la fiction TV de La Rochelle pour son rôle dans Délit de fuite. 

## Filmographie

### Directeur artistique
- 2014 : X ou Y

### Acteur de cinéma

#### Court métrage
- 2014 : Mon, ton, Notre tumoral de Feli Yang : Max (voix)
- 2023 : Le syndrome d'Archibald de Daniel Perez : Archibald

#### Longs métrages
- 2013 : Malavita de Luc Besson : Un étudiant
- 2015 : Les Profs 2 de Pierre-François Martin-Laval : Rowan
- 2016 : Au nom de ma fille de Vincent Garenq
- 2018 : Kursk de Thomas Vinterberg : Boris
- 2019 : Le Daim de Quentin Dupieux : Yann
- 2020 : Rebecca de Ben Wheatley : Bellhop
- 2020 : The French Dispatch de Wes Anderson : Mitch Mitch
- 2022 : Spencer de Pablo Larraín : le policier Thomas
- 2022 : Une belle course de Christian Carion : l'infirmier
- 2023 : DogMan de Luc Besson : l'assistant d'Ackerman

### Acteur de télévision
- 2012 : Délit de fuite de Thierry Binisti : Loïc
- 2012 : RIS police scientifique, épisode Double Jeu réalisé par Hervé Brami : Charles
- 2012 : Alias Caracalla, au cœur de la Résistance, épisode Les rebelles du 17 juin réalisé par Alain Tasma : Bianchi
- 2013 : Famille d'accueil, épisode Lolita réalisé par Claire de La Rochefoucauld : Damien Peretti
- 2014 : Résistance, mini-série créée par Dan Franck : Jean Frydman, dit « Jeannot »
- 2015 : Alice Nevers, le juge est une femme, épisode Au cœur du mal réalisé par Éric Le Roux : Marius Garel
- 2015 : La Boule noire de Denis Malleval : Julien Ferreira
- 2015 : Joséphine, ange gardien, épisode Dans le tête d'Antoine réalisé par Stephan Kopecky : Rémy
- 2015-2018 : Like Me, série créée par Romuald Boulanger : Like (saisons 1 à 3)
- 2016 : Nina, épisode Mauvaise blague réalisé par Éric Le Roux : Jonas
- 2016 : Urban Jungle, série créée par Nicolas Duval : Ulysses
- 2016 : Mère et Fille, série créée par Stéphane Marelli
- 2016 : Meurtres à Dunkerque, téléfilm de Marwen Abdallah : Solal
- 2016-2017 : The Lodge, série créée par Matt Bloom et Dez McCarthy : Kyle
- 2018 : Like Me : La fête interdite, téléfilm de Romuald Boulanger : Like
- 2019 : Les Petits Meurtres d'Agatha Christie, épisode Rendez-vous avec la mort : Louis Berg
- 2019 : Mongeville, série créée par Jacques Santamaria : Félix
- 2020 : Meurtres en Pays cathare, téléfilm de Stéphanie Murat : Julien Perrier
- 2021 : Tropiques criminels : Yoann Lebrun (saison 2, épisode 1 : Sainte-Luce)
- 2022 : Oussekine, mini-série Disney + d'Antoine Chevrollier : Un étudiant révolté
- 2023 : Filles du feu de Magaly Richard-Serrano : Guillaume Cariel
- 2024 : Les Oubliés du Delta de Leslie Gwinner : Anthony Galabert

## Doublage

### Cinéma

#### Films
Note : Tom Hudson assure sa post-synchronisation pour les films étrangers dans lesquels il joue, hormis dans Rebecca.
- Jacob Lofland dans : 
  - Le Labyrinthe : La Terre brûlée (2015) : Aris
  - Le Labyrinthe : Le Remède mortel (2018) : Aris
  - Joker : Folie à deux (2024) : Ricky Meline

- Finn Wolfhard dans :
  - SOS Fantômes : L'Héritage (2021) : Trevor Spengler
  - SOS Fantômes : La Menace de glace (2024) : Trevor Spengler

- 2022 : On the Line : Dylan (William Moseley)

#### Films d'animation
- 2015 : Vice-versa : voix additionnelles
- 2016 : La Tortue rouge : le fils, jeune adulte
- 2021 : Ron débloque : voix additionnelles

### Télévision

#### Série télévisée
- depuis 2019 : Stranger Things : Mike Wheeler (Finn Wolfhard) (2e voix, à partir de la saison 3)

#### Séries d'animation
- 2016-2017 : Carrément chat : Max
- 2022 : La Vie en slip : Issa (création de voix)